# Luís Filipe, Príncipe Real de Portugal
Luís Filipe de Bragança (Lisboa, 21 de março de 1887 – Lisboa, 1 de fevereiro de 1908), foi o Príncipe Real e herdeiro aparente do Reino de Portugal de 1889 até ao seu assassinato. Filho mais velho do rei Carlos I de Portugal e de sua esposa, a princesa Amélia de Orléans, foi Príncipe da Beira antes da subida de seu pai ao trono, e Duque de Bragança após.

## Início de vida

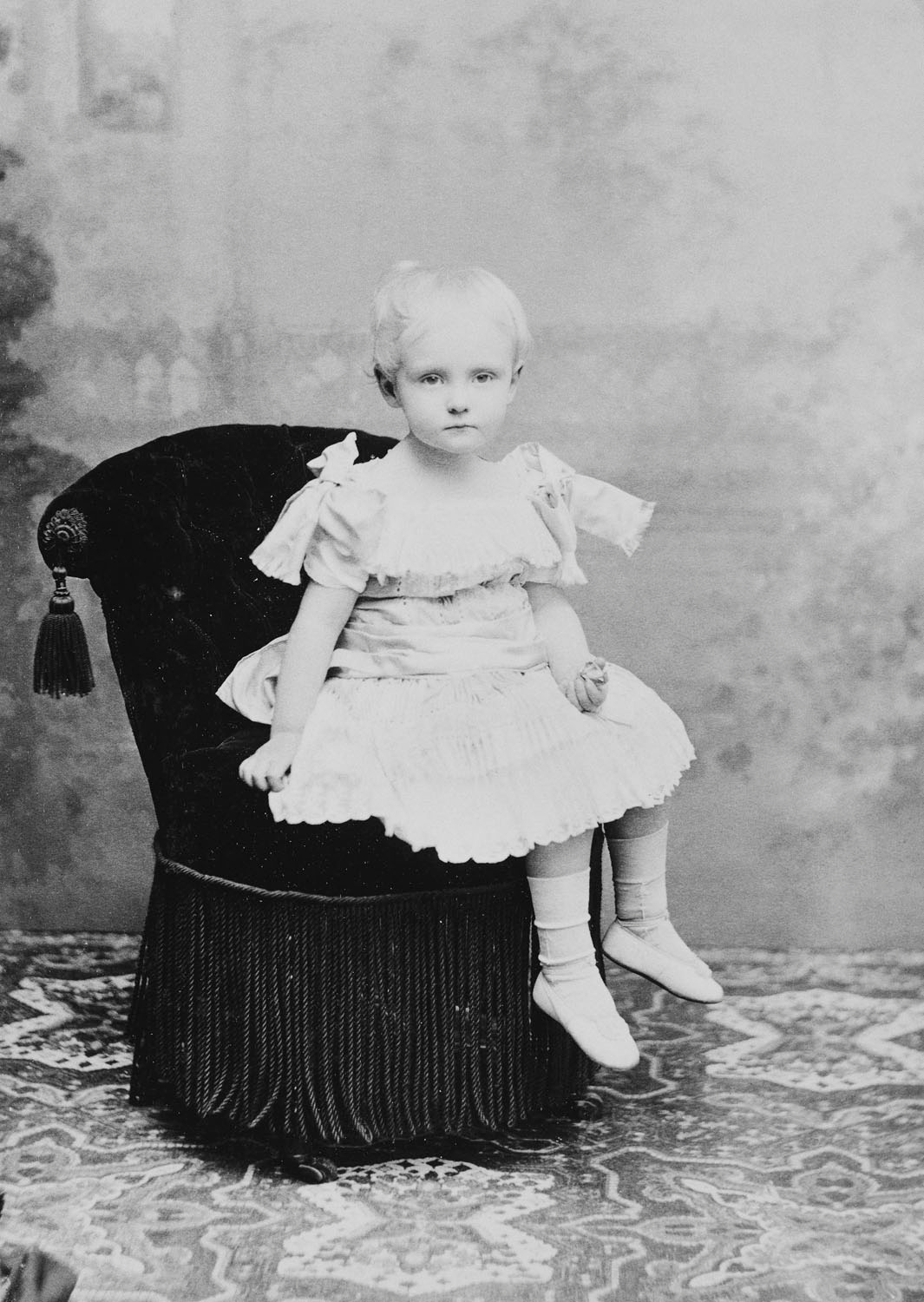
Luís Filipe em 1890

Luís Filipe nasceu às 21h00 do dia 21 de março de 1887 no Palácio de Belém, em Lisboa. Era o primeiro filho dos Duques de Bragança, D. Carlos de Bragança e da princesa Amélia de Orléans. Seu pai era o filho mais velho do rei D. Luís I de Portugal, e da princesa Maria Pia de Saboia. Já sua mãe era a filha mais velho do pretedente ao trono francês Filipe, Conde de Paris e da princesa Maria Isabel de Orléans, Infanta da Espanha. Os títulos que lhe foram atribuídos aquando do seu nascimento foram: Príncipe da Beira e Duque de Barcelos. Seu batizado decorreu em 14 de abril de 1887 na Capela do Palácio de Belém, pelo Cardeal Patriarca de Lisboa, D. José Sebastião Neto. Os seus padrinhos foram: o seu avô paterno, o rei D. Luís I, e a sua avó materna, a Condessa de Paris.
Luis Filipe foi entregue à responsabilidade da ama Carlota de Campos e da dama D. Isabel Saldanha de Gama da Casa da Ponte. Na sua infância, D. Luís Filipe correu perigo de vida quando, em dezembro de 1888, um incêndio ocorreu nos aposentos do príncipe no Paço Ducal de Vila Viçosa. As chamas só atingiram o berço do príncipe mas teve consequências que foi o parto prematuro da Duquesa de Bragança, D. Amélia, que se encontrava grávida, e nasceu uma menina a que foi posta o nome de Infanta D. Maria Ana de Bragança.

## Infância
No dia 19 de outubro de 1889, morre na Cidadela de Cascais, o rei D. Luís I, e, D. Carlos torna-se o novo Rei de Portugal. Assim, o príncipe passa a ser o herdeiro aparente da coroa portuguesa e com isso, passa a ter o título de Príncipe Real de Portugal e Duque de Bragança. Nesse mesmo ano, em 15 de novembro, nasce o infante D. Manuel de Bragança, segundo filho de seus pais, que recebeu o título de Duque de Beja.
Os dois príncipes têm uma infância feliz e calma, sob a supervisão de uma mãe extremosa, da dama de companhia e da aia Calita. As suas convivências fazem-se, por vontade da rainha D. Amélia com filhos descendentes das famílias nobres do país como os Abrantes, os Sabugosa, os Figueirós, os Castro Pereira, etc.
Teve uma esmerada educação, o que fez com que o Príncipe tivesse elevadas qualidades tais como a cordialidade, a amabilidade e a bondade para com o semelhante. Sobre este tema, uma vez quando o príncipe tinha 5 anos de idade, uma mulher humilde aproximou-se dele e ajoelhou-se a seus pés, beijando-lhe as mãos e seguidamente, D. Luís Filipe respondeu: " Levante-se, eu não sou Deus!"
Foi um irmão afetuoso para D. Manuel tendo feito, muitas vezes, suas as culpas que eram do Infante. O seu pai, El-Rei D. Carlos, transmitiu-lhe o talento pela pintura e o gosto pela caça.
Tal como o seu pai, foi um amante de fotografia, encontrando-se colaboração fotográfica da sua autoria no Boletim Fotográfico (1900-1914).

## A Educação
Os príncipes tiveram os seguintes preceptores: Garcia Guerreiro (história e geografia), Oliveira Ramos (literatura portuguesa), Kerauch (literatura, geografia, e história alemã), Lopes Graça (filosofia e direito), Marques Leitão (matemática) e o tenente-coronel José de Castro (balística, táctica e topografia). O regime de educação era rigoroso: acordavam às 6 horas da manhã. Faziam a higiene, tomavam o pequeno-almoço e estudavam até ao meio-dia, almoçavam e tinham aulas até às 15 horas, hora a que iam dar um passeio até ao lanche. As aulas eram retomadas às 17h30 até às 19h30, hora a que iam jantar.
Do programa da sua aprendizagem, constava a realização de provas públicas, pois os seus exames eram feitos perante a corte. Uma outra componente da educação dos príncipes era a equitação.

Aos 13 anos, El-Rei D. Carlos entrega a educação do herdeiro da coroa ao herói das campanhas de África, Mouzinho de Albuquerque, o que faz com que a sua instrução seja essencialmente de teor militar. Começa a realizar, sob supervisão do seu aio, viagens pelo Reino e visita terras como o Porto, Penafiel, Braga, Viana do Castelo e quase toda a região norte de Portugal. Mouzinho de Albuquerque suicida-se em 1902 e o coronel Francisco da Costa é o novo aio do príncipe Real.

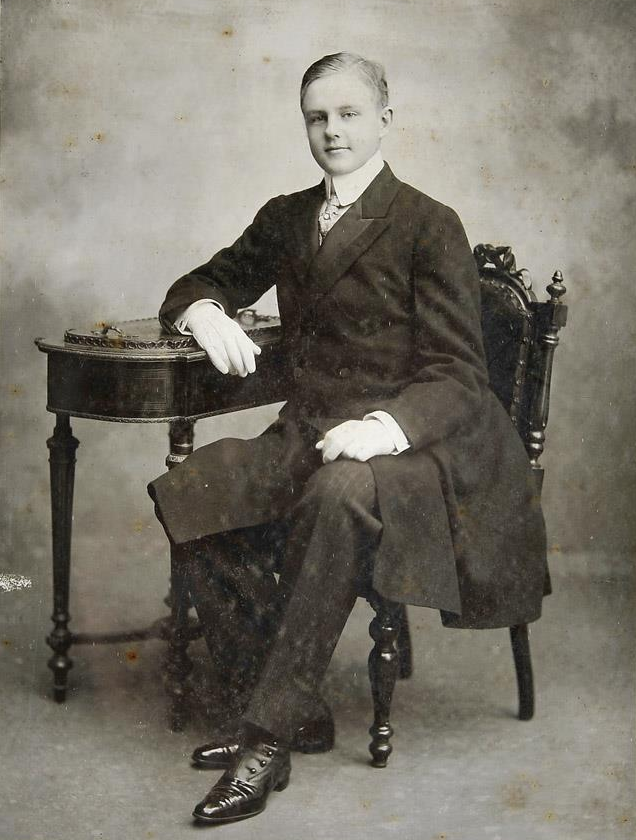
D. Luís Filipe em fotografia da década de 1900

"O sentimento patriótico tão caraterístico no Príncipe Real, o seu espírito eminentemente culto fizeram-no entrar admiravelmente na realização dessa ideia que o alto senso político d´El-Rei D. Carlos imediatamente aprovara. Da forte personalidade do Príncipe Real emanava um singular atracção: a amenidade do trato e a seriedade do carácter, a alegre comunicabilidade da sua mocidade eram outros tantos elementos da simpatia que despertava." — António Carlos Coelho V.B. Vasconcellos Porto, Ministro da Guerra D’El-Rei D. Carlos I no Ministério de João Franco (1908) in ‘A Marcha Para O Renascimento — El-Rei D. Carlos e o seu Reinado’

## As Funções Oficiais
O Príncipe Real, desde a sua adolescência, foi integrado gradualmente nas funções oficiais e participou nas visitas oficiais de chefes de estado estrangeiros como Eduardo VII em abril de 1902 ou a do presidente francês Émile Loubet. Também, o herdeiro da coroa viajou várias vezes para o estrangeiro, nomeadamente representar o Rei português, em Westminster, na Coroação do primo Eduardo VII, em Junho de 1902. Aí em Londres foi investido como Cavaleiro da Ordem da Jarreteira, o penúltimo português a ter essa honra — o último seria o irmão El-Rei Dom Manuel II.
Em 1902 acompanhado pela mãe e irmão cruza o Mediterrâneo num prolongado cruzeiro.
Quando SS.MM. os Reis se deslocaram a Paris, entre 20 de novembro e 20 de dezembro de 1905, e também a Madrid, entre 11 e 16 de março, coube a Dom Luís Filipe assumir a regência do Reino, funções que cumpriu com grande presteza e competência facto pelo qual lhe foram tecidos enormes elogios.
Dom Luís Filipe viajou, também, foi para Madrid, ainda nesse ano, para assistir ao casamento do primo o Rei Afonso XIII, com a princesa Victória de Battenberg, onde escapou a um atentado à bomba perpetrado por um anarquista, contra o monarca espanhol.
Nos termos do art.º 112.º da Carta Constitucional em 13 de abril de 1906 — Constituição que havia jurado em 1901-, o Príncipe Real tomou assento no Conselho de Estado, a posse de um lugar que era seu por inerência aos 18 anos.

## Viagem às Colónias Africanas[2]
A viagem do Príncipe Real às colónias portuguesas em África foi o marco político de maior importância do príncipe Real, porque foi a primeira vez que um príncipe português desde D. João VI, visitou os domínios ultramarinos. Embarcou a 1 de julho de 1907 e visitou S. Tomé e Príncipe, Angola, Moçambique, e ainda as colónias inglesas da Rodésia e da África do Sul, quando regressava passou por Cabo Verde.
Com ele, seguiu uma pequena comitiva e o herdeiro da coroa e o Príncipe foi aclamado por todos os lugares em que passou.
Em S. Tomé deliciou-se com a vegetação tropical e foi recebido numa colónia engalanada e em festa. Em Angola os Sobas, na sua Presença, e perante expressivos arranjos musicais dos instrumentos locais, prestaram-lhe as sentidas homenagens e juraram-lhe fidelidade. Depois, em Lourenço Marques, foi recebido, a 29 de julho, com vivas ao Príncipe e à Pátria Portuguesa e desfilou nas ruas por entre arcos enfeitados a rigor e perante uma entusiástica população que aplaudia o seu Príncipe Real. Depois foi à Rodésia e por fim à África do Sul, onde teve um acolhimento singular da comunidade local que lhe rendeu diversas homenagens. Depois do Cabo regressou a Angola e no regresso a Portugal passou por Cabo Verde. Chegou a Portugal em 27 de Setembro de 1907, onde encontrou uma Nação em efervescência política.
Em todos os locais que visitou causou Dom Luís Filipe de Bragança a mais distinta impressão, facto pelo qual já na metrópole foi elogiado pelo seu desempenho pelo Rei, seu pai, e pelo Conselho.
Nessa altura, o príncipe real apaixonou-se por uma jovem que se chamava Margarida, filha de Barões, mas esse amor não podia ser algo mais comprometido, pois o herdeiro da coroa devia casar-se com alguém que tenha sangue real.

## O Príncipe Real e o Exército[2]
Dom Luís Filipe, 5.º Príncipe Real de Portugal e 22.º Duque de Bragança assentou praça com tenra idade e El-Rei Dom Carlos I foi-lhe atribuindo, em crescendo de importância e responsabilidade, diversos postos do exército como o de Comandante honorário do Colégio Militar e o posto de oficial às ordens do Rei — que desempenhou até ao último sopro de vida quando, segundo o irmão D. Manuel II: ‘morreu como um herói ao lado do seu rei!’
Sua Alteza Real o Príncipe Real O Senhor Dom Luís de Bragança ocupou o posto de alferes em 1902, tenente em 1906, capitão em 1907, e prestou serviço na Infantaria n.º 18, nos Regimentos de Cavalaria n.º 2 e n.º 8, assim como na Cavalaria Pesada como tenente Porta-Estandarte no mítico Esquadrão de Lanceiros n.º 2 da Rainha, cujo famoso elmo — a Cazspka — dignificou. 

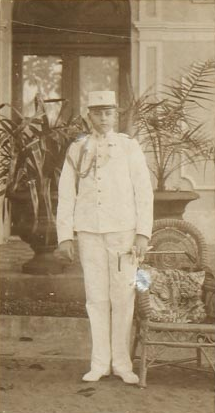
O Príncipe Real em Lourenço Marques durante a sua viagem aos domínios ultramarinos portugueses em África, 1907.

## O regicídio

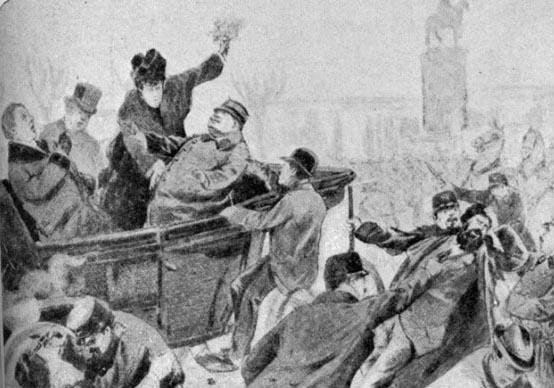
Representação do Regicídio (a rainha D. Amélia tenta salvar o marido e os filhos).

O Príncipe Real estava com seu pai no dia 1 de fevereiro de 1908, quando o Rei foi baleado pelas costas, na nuca, e morreu assassinado por alguns elementos da Carbonária. O assassinato foi cometido quando a Família Real Portuguesa, os reis e o príncipe, regressada de Vila Viçosa, passava de carruagem pelo Terreiro do Paço, em Lisboa, à esquina da Rua do Arsenal. Ao tentar defender a sua família D. Luís Filipe de Bragança conseguiu ainda abater um dos assassinos, sendo no entanto atingido mortalmente a tiro, sobrevivendo a seu pai por pouco tempo. Se a lei da ascensão automática ao trono tivesse sido prevista na lei, Luís Filipe teria sido um dos monarcas com um dos reinados mais curtos da história, que durou apenas vinte minutos. Apenas escapou ilesa ao atentado a Rainha D. Amélia de Orleães, sendo ferido no braço o Infante D. Manuel, Duque de Beja, que assim subiu ao trono como D. Manuel II, e que viria a ser o último Rei de Portugal.
O Príncipe Real, tal como seu pai, desfrutava de grande prestígio no Exército, e, sabendo das ameaças de morte a D. Carlos, andava sempre armado de revólver, para o defender quando fosse preciso, jurando sempre que o matariam primeiro a ele antes que ele deixasse matar o seu pai e seu Rei. E de facto, os relatos dizem que antes de morrer ainda atirou a um dos regicidas, atingindo-o ou matando-o mesmo, com o seu revólver Winchester. O Regicídio abriu caminho para a implantação revolucionária da República. Pode existir alguma linhagem ilegítima já que como seu irmão tinha uma vida muito discreta.
Encontra-se sepultado junto de seu pai no Panteão Real da Dinastia de Bragança no Igreja de São Vicente de Fora, em Lisboa.

## Cultura popular
- Foi interpretado por Afonso Pimentel, na série "O Dia do Regicídio", produzida pela RTP em 2008.
- Foi interpretado por Pedro Granger na série "Equador", produzida pela TVI em 2008.

## Títulos, estilos, honras e brasão

### Títulos e estilos
- 21 de março de 1887 — 19 de outubro de 1889: "Sua Alteza Real, o Príncipe da Beira"
- 19 de outubro de 1889 — 1 de fevereiro de 1908: "Sua Alteza Real, o Príncipe Real de Portugal"

### Honras
- Cavaleiro da Ordem do Tosão de Ouro[3]
- Cavaleiro Estrangeiro da Ordem da Jarreteira[4]
- Grã-Cruz da Banda das Três Ordens[5]
- Grã-Cruz da Ordem de Nossa Senhora da Conceição de Vila Viçosa

### Brasão
Como herdeiro do trono, Luís Filipe usava o mesmo brasão de seu pai; diferenciado por um Label dourado de três pontas.
| Brasão de Luís Filipe como Cavaleiro da Ordem da Jarreteira | Brasão de Luís Filipe como Cavaleiro da Ordem do Tosão de Ouro |